# Кнапп, Стефан
Стефан Кнапп (англ. Stefan Knapp; 11 июля 1921, Билгорай, Люблинское воеводство — 12 октября 1996, Лондон) — английский художник и скульптор польского происхождения.

## Биография
Родился в городе Билгорай (Западная Украина) 11 июля 1921 года.
В 1935 году поступил в Львовский политехнический институт. После присоединения Западной Украины к СССР как неблагонадёжный приговорен к ИТЛ и сослан в Сибирь.
Освобождён в 1942 году после заключения соглашения Сикорского — Майского. Вступил в Армию Андерса и изъявил желание служить в ВВС. Был переправлен в Великобританию и с 29 июня 1942 года проходил обучение в Хакнелле. Служил пилотом Spitfire в Королевских воздушных силах. В свободное время рисовал портреты своих товарищей по 318-му эскадрону.
После окончания войны остался в Великобритании и благодаря ветеранской стипендии получил возможность учиться в Королевской академии и в Слейдской школе художеств.
Его первая выставка состоялась в Лондоне в 1954 году. На ней экспонировались изделия в инновационном стиле, в том числе с использованием стали и расплавленного стекла. Затем его выставки устраивались практически ежегодно, в том числе в Нидерландах, Австрии и Перу.
В конце 1950-х годов начал экспериментировать с эмалью и скульптурой. В 1960-е годы расписал несколько стен в аэропорту Хитроу.
Стеан Кнапп считается автором самой крупной фрески в мире. Культовая фреска, состоящая из 280 панелей и созданная художником в 1961 году, была одной из самых известных достопримечательностей района Парамус в Нью-Джерси, представляла собой живописную абстракцию на фасаде универмага Alexander's. Гигантская фреска длиной 200 футов была сохранена в 1998 году, после того как магазин Alexander's прекратил свое существование, и выставлялась в различных музеях современного искусства.
Также он выполнил роспись станции Варшавского метро Поле Мокотовске картиной «Битва Британии». Для Университета Николая Коперника в Торуне выполнил работу на астрономическую тему.
С 1970-х годов Кнапп вместе с женой переселился в сельскую местность и там построил большую печь для обжига.
Автор воспоминаний «Kwadratowe Słońce» («Квадратное солнце»).
За военную службу награждён крестом Virtuti Militari. Другие награды — рыцарский крест Polonia Restituta и Cross of Valor.
Умер в 1996 году в лондонской студии во время работы. Похоронен в Лондоне.